# Hofgeismar
Hofgeismar – miasto w Niemczech, w kraju związkowym Hesja, w rejencji Kassel, w powiecie Kassel.

## Galeria

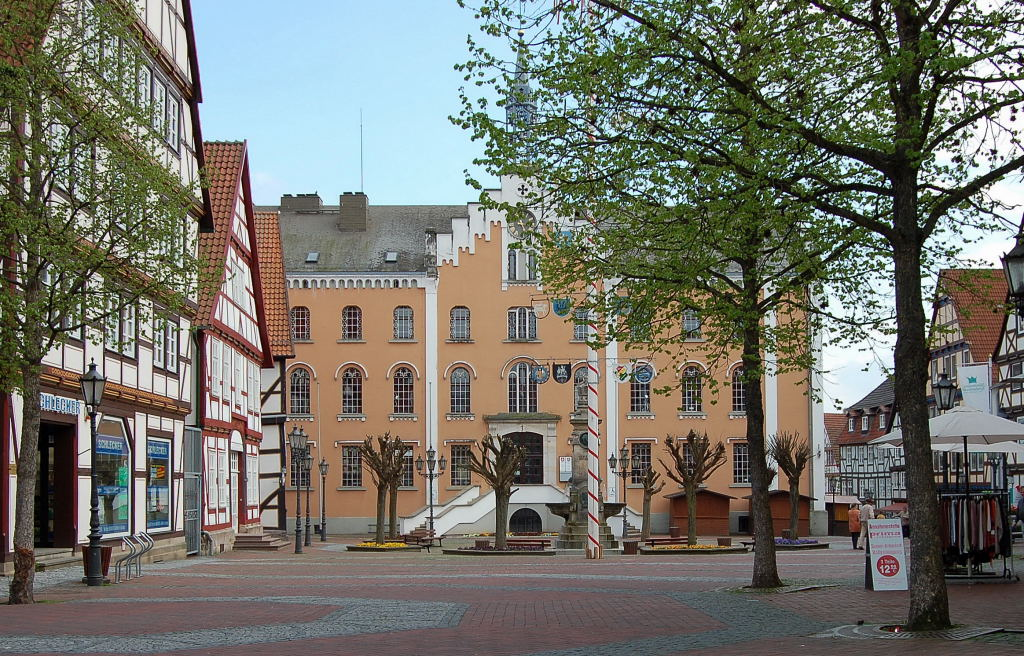
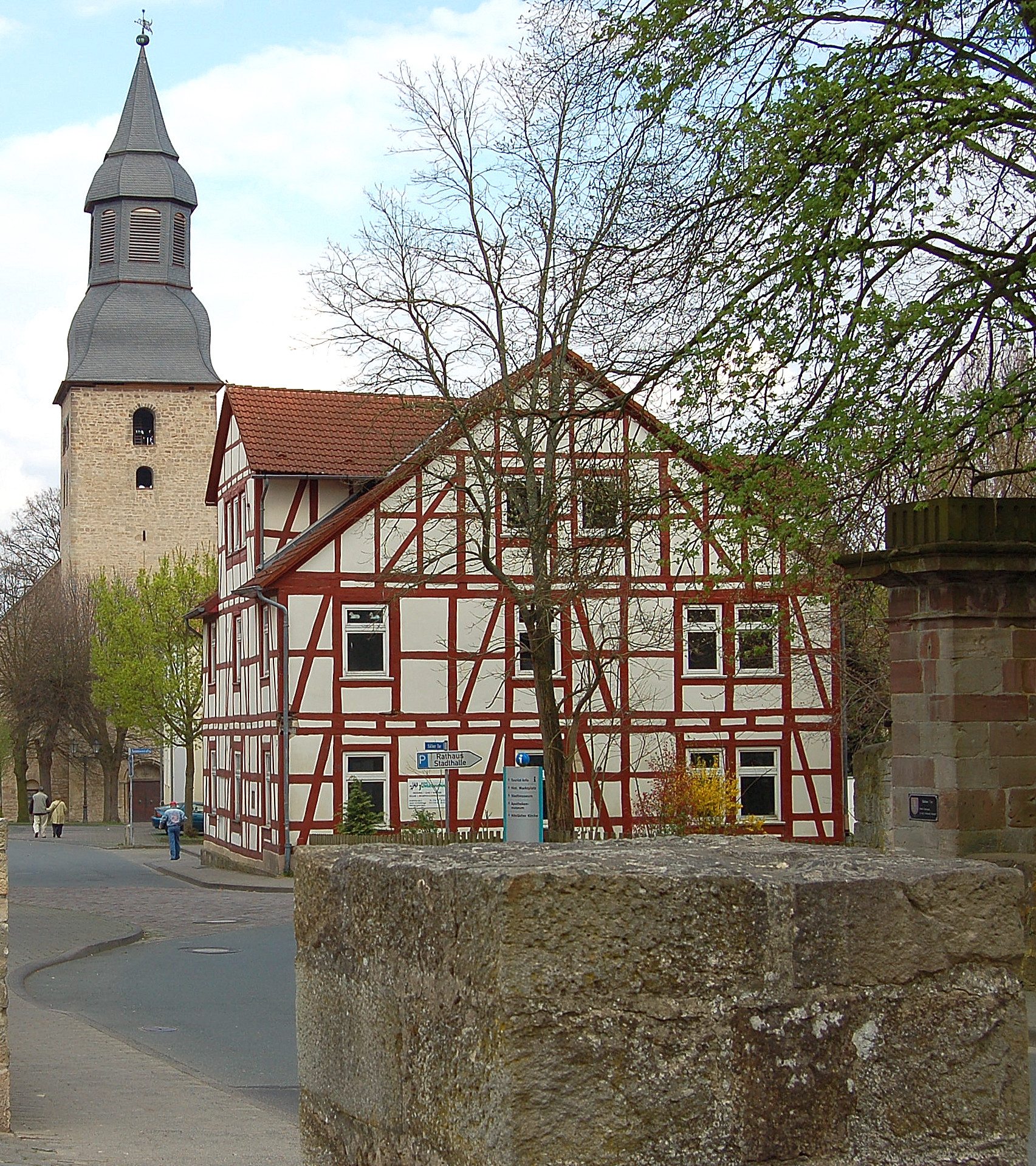
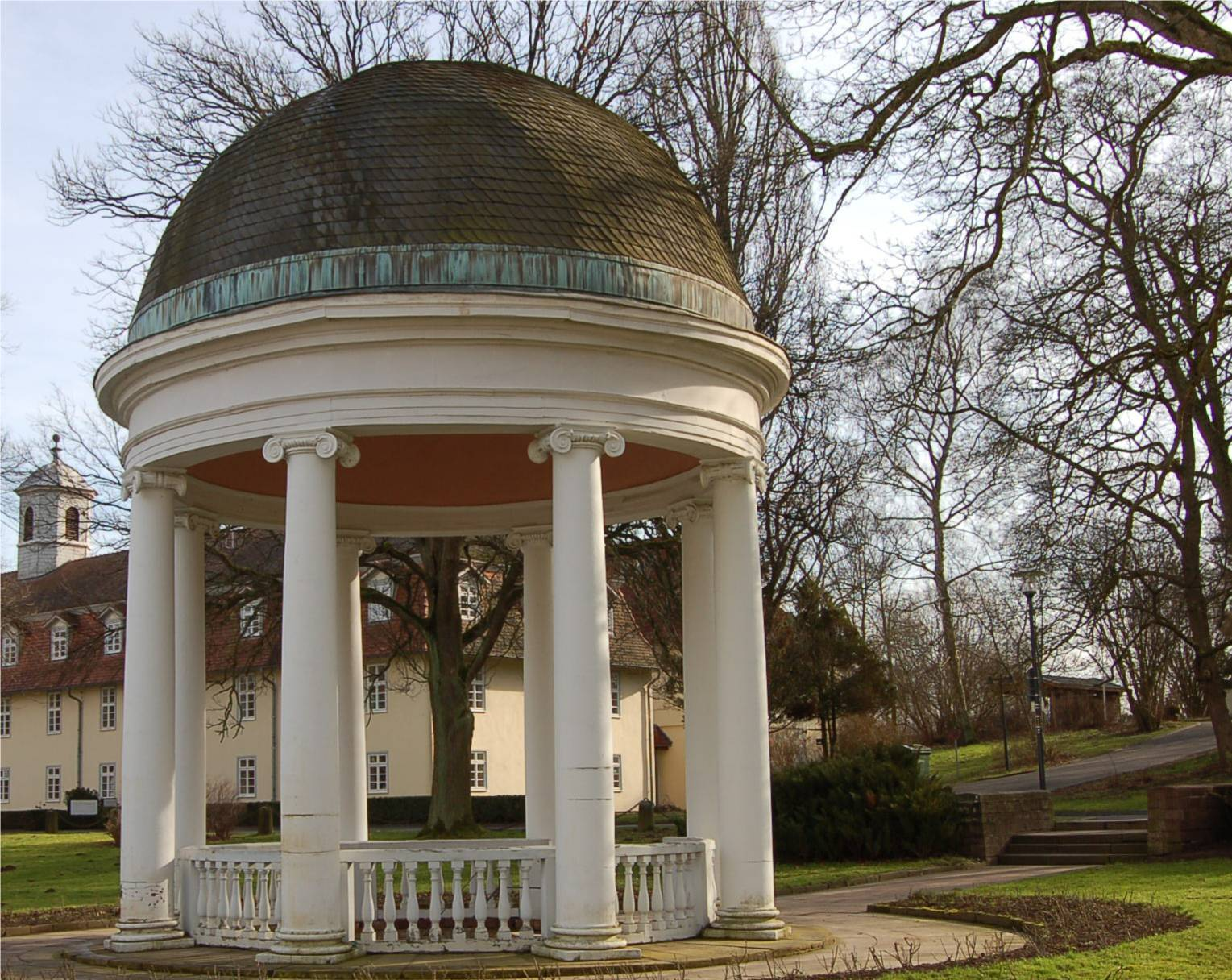
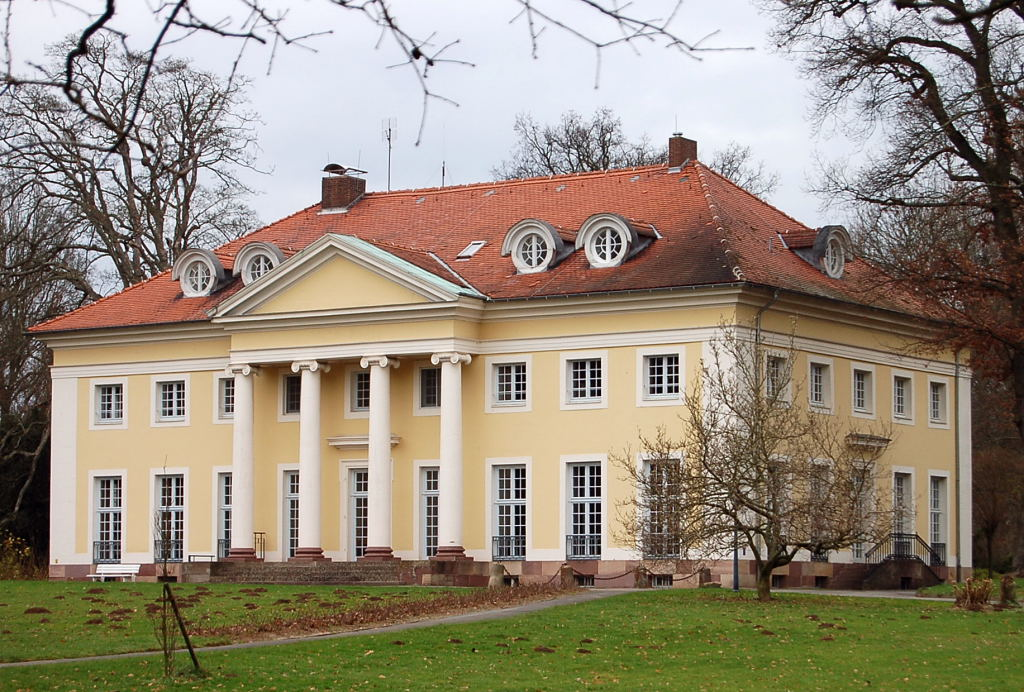

## Współpraca
Miejscowości partnerskie:
- Bad Blankenburg, Turyngia
- Maringues, Francja
- Pont-Aven, Francja
- Rosenau am Hengstpaß, Austria